# Rubia manjith
Rubia manjith är en måreväxtart som beskrevs av William Roxburgh och Fleming. Rubia manjith ingår i släktet krappar, och familjen måreväxter. Inga underarter finns listade i Catalogue of Life.